# سمیر مالکویت
سمیر مالکویت (انگلیسی: Samir Malcuit؛ زادهٔ ۲ اکتبر ۱۹۸۵) بازیکن فوتبال اهل فرانسه است.
از باشگاه‌هایی که در آن بازی کرده‌است می‌توان به باشگاه فوتبال المپیک مارسی، باشگاه فوتبال الرجا، و باشگاه فوتبال فاسی اشاره کرد.